# Инажа (Пернамбуку)
Инажа (порт. Inajá) — город и муниципалитет в Бразилии, входит в штат Пернамбуку. Составная часть мезорегиона Сертан штата Пернамбуку. Входит в экономико-статистический микрорегион Сертан-ду-Мошото. Население составляет 14 036 человек на 2007 год. Занимает площадь 1094 км². Плотность населения — 12,1 чел./км².
Праздник города — 2 января.

## История
Город основан 2 января 1949 года.

## Статистика
- Валовой внутренний продукт на 2005 год составляет 41 343 тысяч реалов (данные: Бразильский институт географии и статистики).
- Индекс развития человеческого потенциала на 2000 год составляет 0,566 (данные: Программа развития ООН).

## География
В соответствии с классификацией Кёппена, климат относится к категории BShW.